# Teatro Jorge Isaacs
El Teatro Jorge Isaacs es un teatro construido en 1931 y declarado monumento nacional en 1984. Está ubicado en el centro histórico de la ciudad de Santiago de Cali, frente al Puente Ortiz y el parque de Los Poetas, y contiguo a la Iglesia la Ermita.

## Historia

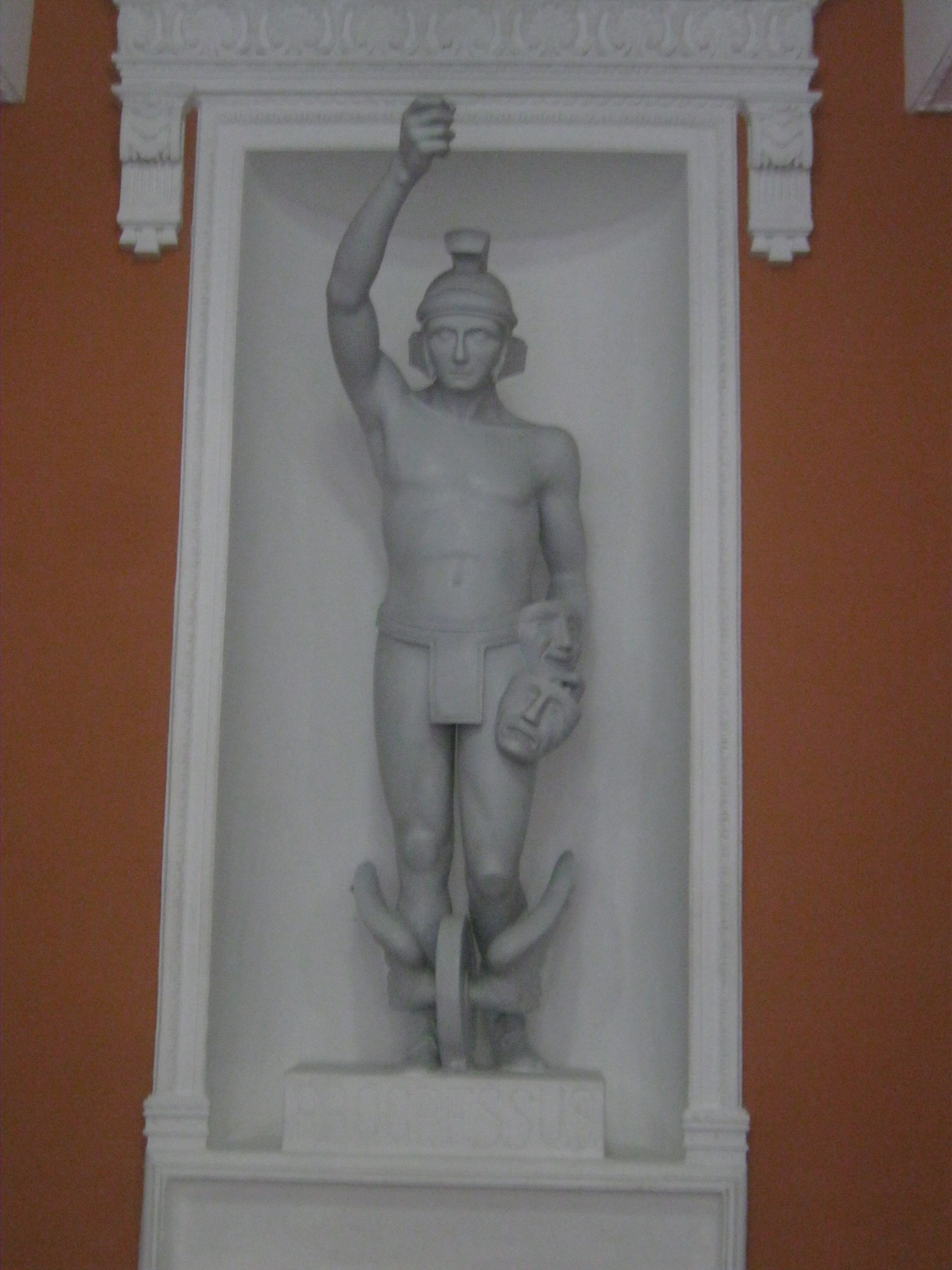
Estatua en el interior del teatro.

En 1930 el señor Hermann S. Bohmer compró el terreno donde se encontraba anteriormente el Teatro Salón Moderno, propiedad del empresario Emanuel Pinedo, por 600.000 pesos y confió la realización al ingeniero italiano Gaetano Lignarolo y se construyó un nuevo teatro en honor al escritor vallecaucano Jorge Isaacs, escritor de la novela María. La inauguración del teatro se dio el 26 de diciembre de 1931.
La vida del teatro ha estado ligada a la vida de la ciudad, es tal que un incendio durante los primeros años de vida del teatro fue el motivo por el cual se decidió fundar el cuerpo de bomberos voluntarios. Fue declarado monumento nacional el 26 de noviembre de 1984, siendo adquirido por el estado en 1986, empezando las labores de restauración ese mismo año después de sufrir durante los 70 y 80 un deterioro causado por el abandono.

## Arquitectura
El teatro cuenta con un estilo neoclásico francés con influencia del romanticismo italiano. Cuenta con una caja acústica de 33 metros, lo que la convierte, junto a la del Teatro Colón, en la más alta de Latinoamérica. Cuenta con una platea y tres palcos distribuidos en forma de herradura, un amplio escenario de 13,25 metros de boca, una altura de 25 metros y un fondo de 9,15 metros con una tramoya de gran tamaño.
Capiteles jónicos, escenas bucólicas neoclásicas, balaustrada, columnas, un vitral del Escudo de Santiago de Cali con guirnaldas y la vera effigies del poeta Jorge Isaacs, entre otros, forman parte del arte y arquitectura del teatro.